# Sociogram
Sociogram je grafické znázornění společenských (sociopreferenčních) vztahů v malých skupinách. Analýzou těchto skupinových vztahů se zabývá sociometrie (viz též sociometrický test). Výstupem sociometrických technik mohou být kromě sociogramu také sociometrické indexy. Podkladem pro tvorbu sociogramu může být řada kritérií: emocionální vztahy, sféry vlivu, komunikační vztahy aj.

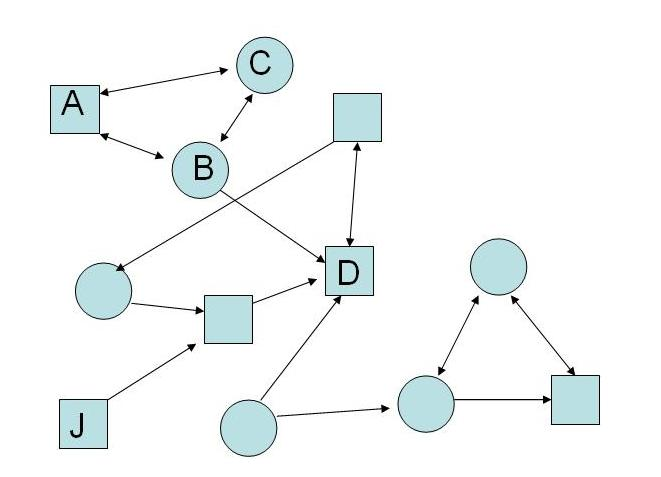
Sociogram. Kroužky označují ženy, čtverečky muže. Šipky označují směr vztahu

## Popis
Sociogram vzniká zpracováním matice vztahů mezi členy skupiny. Typický sociogram je graf, kde uzly označují jedince a hrany vztahy mezi nimi. Podle účelu může zachycovat vztahy sympatie (preference), případně i antipatie (např. čárkovaně nebo jinou barvou), nebo také vztahy vlivu, komunikace aj. Šipky vyznačují směr vztahu (obousměrná šipka znamená oboustranný vztah). Tvar uzlů může rozlišovat např. pohlaví nebo jiný význačný znak účastníků.
Ze sociogramu lze vyčíst, jak se skupina strukturuje, kdo je v ní oblíbenec ("hvězda", na obrázku D) a kdo je naopak osamělý (na obr. J). Skupina účastníků, kteří mají mezi sebou oboustranný vztah sympatie se nazývá klika (na obrázku ABC nebo skupinka vpravo dole).

## Historie
Sociogram poprvé použil americký psycholog J. L. Moreno k vyšetřování vztahů v rodině, v psychoterapeutické skupině, v zaměstnání a podobně. Později se stal hlavním nástrojem kvantitativní skupinové psychologie a sociologie malých skupin (sociometrie). V 60. letech 20. století byla tato metoda velmi oblíbená, dnes se používá řidčeji.

## Typy sociogramu
- neuspořádaný sociogram
- topograficky orientovaný sociogram – např. ulice ve městě, zasedací pořádek ve třídě apod.
- kontaktogram
- pravý sociogram
- hierarchický sociogram, kde jsou uzly uspořádány na vodorovných linkách podle své "váhy" ve skupině
- terčový sociogram – vhodný u rozsáhlejších skupin